# Albert Hammond Jr.
Albert Hammond Jr. (Los Angeles, 9 aprile 1980) è un chitarrista e cantautore statunitense, membro della band indie rock The Strokes.

## Storia
Figlio della scrittrice di canzoni Claudia Fernández e del cantante Albert Hammond, a 13 anni fu mandato alla scuola privata Institut Le Rosey. Lì incontrò Julian Casablancas, futuro membro e leader della band.
Nel 1998, Albert è l'ultimo arrivato in casa Strokes (i fondatori sono Nick Valensi, Julian Casablancas e Fabrizio Moretti). Fin dall'inizio ha dovuto lavorare duro per rimanere nella band viste le sue doti certamente non pari a quelle di Nick. Con il tempo ha perfezionato il suo stile divenendo un valido membro della rock band come afferma anche l'altro chitarrista.
Il 9 ottobre 2006 è uscito il suo primo album solista, intitolato Yours to Keep. Alle registrazioni dell'album hanno partecipato numerosi ospiti, Sean Lennon, Mikki James, il manager degli The Strokes Ryan Gentles, Julian Casablancas e molti altri, oltre alla band che segue Albert Hammond Jr. anche dal vivo,  il batterista di riserva degli The Strokes Matt Romano e il bassista Josh Lattanzi.
Il 27 agosto 2007, tramite myspace, Albert Hammond Jr. ha annunciato che sarebbe ritornato in studio in ottobre, per cinque settimane, per registrare le tracce del suo secondo album da solista. Le session sono avvenute agli Electric Lady Studios a New York e il gruppo ha registrato 16 nuove tracce. L'11 dicembre la band ha iniziato il mix del disco, durato 9 giorni.
L'album, intitolato ¿Cómo Te Llama? è uscito il 7 luglio 2008.

## Curiosità
- Albert è stato fidanzato con Agyness Deyn, famosa modella inglese. Tra i numerosi flirt che gli sono stati attribuiti c'è anche la modella Kate Moss.
- Albert suona solitamente una Fender Stratocaster bianca o la Gibson Les Paul Jr dell'altro chitarrista Nick Valensi.

## Discografia

### Da solista
Album in studio
- 2006 - Yours to Keep (Rough Trade)
- 2008 - ¿Cómo te llama? (Rough Trade)
- 2015 - Momentary Masters (Vagrant Records)
- 2018 - Francis Trouble (Red Bull Records)
- 2023 - Melodies On Hiatus

EP
- 2013 - AHJ (Cult Records)
- 2020 - Etchings (Red Bull Records)

Singoli
- 2006 - Everyone Gets A Star (Rough Trade)
- 2006 - 101 (Rough Trade)
- 2007 - In Transit (Rough Trade)
- 2008 - GFC (Rough Trade)
- 2013 - St. Justice (Cult Records)
- 2013 - Carnal Cruise (Cult Records)
- 2014 - Strange Tidings (Cult Records)
- 2015 - Born Slippy (Vagrant Records)
- 2015 - Losing Touch (Vagrant Records)
- 2018 - Muted Beatings (Red Bull Records)
- 2018 - Far Away Truths (Red Bull Records)
- 2018 - Set To Attack (Red Bull Records)
- 2019 - Fast Times (Red Bull Records)
- 2019 - More to Life (Red Bull Records)